# Hôtel de ville de Morges
L'hôtel de ville de Morges héberge depuis 1521 les institutions municipales de la commune vaudoise de Morges, en Suisse.

## Histoire
Les origines de l’administration communale remontent sans doute à la création même de la ville. Les premiers syndics sont attestés vers 1375. Longtemps, les assemblées publiques ne sont pas liées à un lieu précis, mais se réunissent derrière la sacristie, dans l’église, à l’hôpital, ou encore dans une maison privée, sans doute une auberge. En 1514, on institue deux conseils, celui des « Douze » et celui des « Vingt-Quatre », qui perdureront jusqu’à la fin de l’Ancien Régime .
En 1510, la communauté urbaine acquiert deux édifices privés situés à l’angle de la place du marché et de la Grand-Rue, qui seront désormais réunis sous l’appellation « Maison de Ville ». L’imposant édifice est construit entre 1515 et 1521 dans l’esprit de l’architecture gothique tardive. À peine terminé, le bâtiment souffre d’un important incendie causé par un passage de troupes confédérées dans le cadre de l’affaire des Chevaliers de la Cuiller. La tour polygonale de l’escalier à vis, en saillie sur la place, n’a été achevée qu’en 1589. Elle est dotée en 1682 d’un portail monumental dû au maître maçon Pierre Billon. Longtemps, la maison de commune abrite également la grenette, soit marché au blé, et fait office d’auberge. Bientôt, toutefois, la place manque ; la commune acquiert par conséquent la maison voisine sur la Grand-Rue, dont elle fait reconstruire en 1620 la façade dans le style classique.
En 1819, on reconstruit les arcades et retaille les parements ; ces changements sont encore accentués par la rénovation extérieure de 1944-1947 qui crée de toutes pièces le décor néo-médiéval des façades. Bien que largement transformé, l’intérieur présente encore un certain nombre d’éléments anciens, dont l’intéressant escalier à vis, des poutres moulurées et, dans la partie reconstruite en 1620, la salle du Petit Conseil (act. Municipalité) dotée en 1743 de belles boiseries Louis XV.
Avec sa tour polygonale saillante, rare en milieu urbain, l’hôtel de ville de Morges appartient à la typologie des maisons seigneuriales de moyenne importance, dont le prototype est sans doute d’origine bourguignonne. Il est actuellement le plus ancien et le plus imposant des édifices communaux vaudois, inscrit comme bien culturel suisse d'importance nationale,.